# Sucháň
Sucháň (węg. Szuhány) – wieś (obec) na Słowacji położona w kraju bańskobystrzyckim, w powiecie Veľký Krtíš. Pierwsze wzmianki o miejscowości pochodzą z roku 1349.
Według danych z dnia 31 grudnia 2010, wieś zamieszkiwało 265 osób, w tym 133 kobiety i 132 mężczyzn.
W 2001 roku rozkład populacji względem narodowości i przynależności etnicznej wyglądał następująco:
- Słowacy – 97,69%
- Czesi – 0,66%
- Romowie – 1,32%

Ze względu na wyznawaną religię struktura mieszkańców kształtowała się w 2001 roku następująco:
- Katolicy rzymscy – 36,30%
- Ewangelicy – 56,77%
- Ateiści – 5,28%
- Nie podano – 0,33%